# George W. Campbell
George W. Campbell (Tongue, 1769. február 9. – Nashville, 1848. február 17.) az Amerikai Egyesült Államok szenátora (Tennessee, 1811–1814 és 1815–1818).